# Irañeta
Irañeta es una villa y un municipio español de la Comunidad Foral de Navarra, situado en la Merindad de Pamplona, en la comarca de La Barranca, en el Valle de Araquil y a 32 km de la capital de la comunidad, Pamplona. Su población en 2024 fue de 170 habitantes (INE).

## Símbolos
El escudo de armas de la villa de Irañeta tiene el siguiente blasón:

Escudo cuartelado: 1.º las armas de Castilla cuarteladas con las de León. 2.º de gules y las cadenas de Navarra de oro. 3.º de plata y una cruz potenzada de gules. 4.º las armas de Aragón.

## Geografía
La localidad de Irañeta está situada en la parte Noroeste de la Comunidad Foral de Navarra y oriental del La Barranca a una altitud de 464 m s. n. m. Su término municipal tiene una superficie de 8,4 km² y limita al norte con el municipio de Huarte-Araquil, al este con el de Araquil, al sur con la Sierra de Andía y al oeste con el municipio de Huarte-Araquil.

## Demografía
Irañeta cuenta con una población de 170 habitantes (INE 2024).
| Gráfica de evolución demográfica de Irañeta entre 1842 y 2021                                                       |
| |
| Población de derecho según los censos de población del INE Población de hecho según los censos de población del INE |